# Сеч
Сеч (словен. Seč) — поселення в общині Кочев'є, регіон Південно-Східна Словенія, Словенія. Висота над рівнем моря: 375 м.